# Eleazar López Contreras

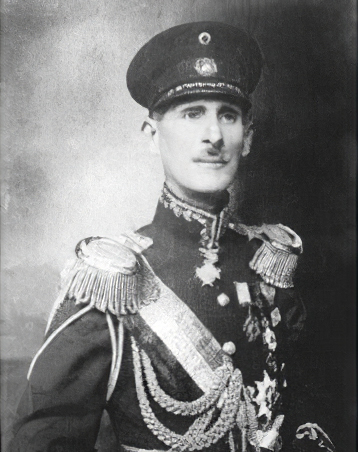
Eleazar López Contreras

Eleazar López Contreras (* 5. Mai 1883 in Queniquea, Táchira; † 2. Januar 1973 in Caracas) war ein Politiker und Offizier und von 1935 bis 1941 Präsident von Venezuela.
Zunächst als provisorischer Nachfolger des am 17. Dezember 1935 verstorbenen Diktators Juan Vicente Gómez und ab dem 19. April 1936 als gewählter Präsident, leitete er die Wandlung des Landes in eine Demokratie ein.

## Leben

### Anfangsjahre und Karriere
Seine Eltern waren der Oberst Manuel María López Trejo und Catalina Contreras. Nach seiner Schulbildung zog er 15-jährig nach Mérida, um an der Universidad de los Andes Medizin zu studieren.
Am 25. Mai 1899 schloss er sich jedoch Cipriano Castro (und „seinen 60“) an, der in einer „Revolución Liberal Restauradora“ (Restaurierende, liberale Revolution) oder auch „Revolución Azul“ (Blaue Revolution) Ignacio Andrade stürzen will. Dies gelang schließlich und am 22. Oktober 1899 zog Castro triumphierend in Caracas ein.
Im Gegensatz zu anderen Militärs dieser Zeit war er ein Karriere-Offizier. In einem stetigen Aufstieg wurde er am 28. Oktober 1924 Chef einer Militär-Delegation in Peru, 1930 Major und am 22. April 1931 Kriegs- und Marineminister.

### Präsidentschaft
Nach dem Tod von Gómez am 17. Dezember 1935 wurde López Contreras bis zum 19. April 1936 als Interimspräsident eingesetzt. Danach wurde er vom Kongress zum Präsidenten für die Periode 1936–1943 ernannt.
Eine seiner ersten Maßnahmen war die Reduktion der Präsidentschaft (inklusiver seiner eigenen) von sieben auf fünf Jahre und das Verbot der direkten Wiederwahl des Präsidenten (in der nächsten Periode).
Am Beginn seiner Amtszeit forderten die Leute auf der Straße das Ende der Gomez’schen „Erbschaft“. 1936 setzte López Contreras, um einen drohenden Bürgerkrieg zu verhindern, eine Reihe von Reformen durch. Dies umfasste etwa das Verkünden einer neuen Verfassung, ein modernes Arbeitsrecht und das Februar-Programm. Auch die Verstaatlichung der privaten Eisenbahngesellschaften begann in seiner Amtszeit. Am 5. Januar 1936 ließ er dazu die konstitutionellen Garantien aufheben und berief die Reserveoffiziere ein. Am 6. Februar 1936 ließ er alles er alle Versammlungen von mehr als auf öffentlichen Plätzen und Theatern und alle Streiks verbieten. Zudem verbot er das, was er als „kommunistische Propaganda“ bezeichnete. Im Rahmen dieser Politik ließ der Gouverneur Félix Galavís am 14. Februar 1936 auf der Plaza Bolívar in Caracas auf Demonstranten schießen. Contreras verhängte den Ausnahmezustand, der nach den vom UCV-Rektorat angeführten Studentenprotesten 15 Tage später endete. Ende 1936 wurde als erstes die Venezuela Central Railway verstaatlicht.
Letzteres und ein 1938 erlassener Drei-Jahres-Plan förderten ökonomischen und sozialen Fortschritt. Es wurden auch Institutionen wie das Nationale Pädagogische Institut, das Nationale Arbeitsbüro, ein Landwirtschafts- und ein Kommunikationsministerium, ein Venezolanischer Kinderrat und schließlich 1940 die Nationalbank gegründet.
Um Grenzstreitigkeiten beizulegen, wurde am 5. April 1941 ein Vertrag mit Kolumbien unterzeichnet, in dem Venezuela 108.000 km² seines Gebiets verliert.
Am 5. Mai desselben Jahres übergab er sein Amt an Isaías Medina Angarita.

### Letzte Jahre
Nach dem Putsch vom 18. Oktober 1945 gegen seinen Nachfolger wurde er festgenommen, vor ein Gericht gestellt und schließlich aus dem Land ausgewiesen. Er ließ sich in Kolumbien und später den USA nieder, wo er ein Buch schrieb, „El Triunfo de la Verdad“ (Der Triumph der Wahrheit), in dem er seine Regierungsarbeit verteidigt.
1959 kehrte er aus dem Exil zurück und lebte, zurückgezogen aus der Politik, in Caracas, wo er am 2. Januar 1973 starb.